# Плохій Сергій Миколайович
Сергій Миколайович Плохій (англ. Serhii Plokhii; нар. 23 травня 1957, Горький, Російська РФСР) — український та американський історик, професор кафедри української історії в Гарвардському університеті, де він також займає посаду директора Гарвардського українського наукового інституту. Один з провідних спеціалістів з історії Східної Європи. Член Українського ПЕН. Є членом наукової ради «Українського історичного журналу». Живе й працює у США.
Автор більше десятка книг з історії України та Східної Європи. Входить до складу наукової ради Українського історичного журналу. Лауреат Національної премії України імені Тараса Шевченка (2018). Іноземний член Національної Академії Наук України

## Життєпис
Народився 23 травня 1957 року в Горькому (нині — Нижній Новгород, Росія). Батьки — Микола і Лідія Плохії. Микола Плохій працював інженером-металургом, а мати — педіатром. Батько був випускником Запорізького машинобудівного інституту. Після закінчення вишу батька відправили за державним розподілом до Горького, де народився Сергій Плохій. Незабаром сім'я повернулася до Запоріжжя, де Сергій провів свої дитинство та юність.
1980 року Сергій Плохій закінчив Дніпровський університет, де отримав спеціальність історика. Займався історією України XVII—XVIII ст. Професійно ріс і розвивався під керівництвом професора Юрія Мицика та засновника дніпропетровської джерелознавчої школи Миколи Ковальського. Вступив до аспірантури цього ж університету. Кандидатську дисертацію захищав 1982 року на історичному факультеті Університету дружби народів в Москві, тема: «Латиномовні твори середини XVII століття як джерело з історії визвольної війни українського народу 1648—1654 рр.» (спеціальність 07.00.09., 209 ст.) Ступінь доктора історичних наук отримав у 1990 році у КНУ ім. Шевченка, захистивши 1990 року дисертацію «Політика папства на Україні у другій половині XVI — середині XVII століття» (спеціальність 07.00.02.,07.00.03, 411 ст.)
У 1983—1992 роках викладав у Дніпровському університеті, де пройшов шлях від викладача до професора, завідувача кафедри та декана. У 1986—1987 роках стажувався у Колумбійському та Гарвардському університетах. Разом з викладачами та аспірантами кафедри загальної історії почав дослідження історії німецьких та менонітських поселень на Півдні України. На громадських засадах виконував обов'язки директора Музею університету.
У серпні 1991 приїхав до Канади викладати в Університеті Альберти. Одночасно очолював відділ, а потім сектор в Інституті української археографії Національної Академії наук України, де став ініціатором видання джерел з історії українських церков. 1996 року був запрошений на наукову роботу до Канадського інституту українських студій (КІУС), де заснував Програму дослідження релігії та культури. Більше 10 років працював заступником директора (associate director) Центру українських історичних досліджень імені Петра Яцика при КІУС. Займався дослідженням спадщини Михайла Грушевського, зокрема був одним з редакторів англійського перекладу фундаментальної «Історії України-Руси» (History of Ukraine-Rus').
У 2007 році зайняв за конкурсом посаду професора історії України Гарвардського університету. З 2013 року Сергій Плохій — директор Українського наукового інституту, де він, зокрема, керує проєктом «МАПА. Цифровий Атлас України».
Коло наукових інтересів:

Сергій Плохій працює над дослідженням ранньомодерної та модерної історії України та Східної Європи, а також політичної та культурної історії Холодної війни. До цієї категорії, зокрема, входять різноманітні дослідження з історії слов'янських народів і політики папства щодо українських земель.

## Цікаві факти
- Напрацювання історика Сергія Плохія є перекладені багатьма мовами, серед яких — китайська, білоруська, польська, естонська, іспанська, румунська, португальська, німецька, французька.
- Переклади українською мовою: «Наливайкова віра», «Царі та козаки. Загадки української ікони», «Ялта. Ціна миру», «Великий переділ: Незвичайна історія Михайла Грушевського», «Козацький міф»[15].
- Ініціював створення Програми дослідження релігії та культури.
- Найпопулярніші книги автора: «Брама Європи», «Чорнобиль», «Остання імперія».
- Початковою мрією майбутнього історика було стати відомим журналістом[16] [12].

## Нагороди та відзнаки
- у 2002—2005 роках книги Сергія Плохія вигравали перший приз Американської асоціації Українських студій (American Association for Ukrainian Studies).
- 2009 — премія Американської асоціації сприяння слов'янським дослідженням («Early Slavic Studies Association Distinguished Scholarship Award»).
- 2015 — Премія Лайонела Ґелбера (Канада) за найкращу англомовну книжку 2014 року з історії міжнародних відносин «The Last Empire: The Final Days of the Soviet Union»[17].
- 2015 — Премія фундації Антоновичів[18].
- 2018 — Національна премія України імені Тараса Шевченка (за книгу «Брама Європи»).

- 2018 — британська Премія Бейлі Ґіффорд у галузі документалістики (за книгу «Чорнобиль. Історія трагедії.»)[19]

## Праці
Українською
- Плохій Сергій; Мицик Юрій; Стороженко Іван. Тієї слави козацької повік не забудем. Дніпропетровськ: «Промінь», 1989. 118 с. ISBN ? (Давно се діялось колись)
- Плохій Сергій; Мицик Юрій; Стороженко Іван.Як козаки воювали. Дніпропетровськ: Промінь, 1990. 302 с. ISBN 5-7775-0334-9 (Давно се діялось колись)[20]
- Плохій Сергій; Крижанівський Олег. Історія церкви та релігійної думки в Україні у 3. кн.: Кн.3, Кінець XVI — середина XIX ст. Київ: Либідь. 1994. 335 с. ISBN 5-325-00153-1
- Юрій Мицик, Сергій Плохій. Як козаки Україну боронили. Кліо. 2018 р. 368 с. ISBN 978-617-7023-63-9

Англійською
Власні книги:
- Plokhy, Serhii. The Cossacks and Religion in Early Modern Ukraine. Oxford: Oxford University Press, 2001. 416 p. ISBN 978-0199247394.
  - (пер. українською) Сергій Плохій. Наливайкова віра: козаки та релігія в ранньомодерній Україні. (пер. Софія Грачова). Київ: Критика, 2005. 495 с. ISBN 966-7679-76-4.
- Plokhy, Serhii. Tsars and Cossacks: A Study in Iconography. Ukrainian Research Institute of Harvard University, 2003. 102 p. ISBN 978-0916458959 (Harvard Papers in Ukrainian Studies)
  - (пер. українською) Сергій Плохій. Царі та козаки. Загадки української ікони. (авторизований пер. Тетяна Григор'єва). Київ: Критика, 2018. 160 с. ISBN 978-966-2789-08-09.
- Plokhy, Serhii and Frank E. Sysyn. Religion and Nation in Modern Ukraine. Canadian Institute of Ukrainian Study Parishes, 2003. 232 p. ISBN 978-1895571363.
- Plokhy, Serhii. Unmaking Imperial Russia: Mykhailo Hrushevsky and the Writing of Ukrainian History. University of Toronto Press, 2005. 700 p. ISBN 978-0802039378.
  - (пер. українською) Сергій Плохій. Великий переділ: Незвичайна історія Михайла Грушевського. (пер. Микола Климчук). Київ: Критика, 2011. 600 с. ISBN 978-966-8978-40-1.
- Plokhy, Serhii. The Origins of the Slavic Nations: Premodern Identities in Russia, Ukraine and Belarus. Cambridge University Press, 2006. 379 p. ISBN 978-0521864039.
  - (пер. укр.) Сергій Плохій. Походження слов'янських націй. Домодерні ідентичності в Україні, Росії та Білорусі. (пер. М. Климчук та Т. Цимбал). Київ: Критика, 2015. 430 с. ISBN 978-966-8978-79-1
- Plokhy, Serhii. Ukraine and Russia: Representations of the Past. University of Toronto Press, 2008. 391 p. ISBN 978-0802093271.
- Plokhy, Serhii. Yalta: The Price of Peace. Viking Adult, 2010. 480 p. ISBN 978-1101189924
  - (пер. українською) Сергій Плохій. Ялта. Ціна миру. (пер. Н. Є. Коваль). Харків: КСД, 2019. 416 с. ISBN 978-617-12-6306-2
- Plokhy, Serhii. The Cossack Myth. History and Nationhood in the Age of Empires. Cambridge University Press. 2012. 408 p. ISBN 978-1107022102
  - (пер. українською) Сергій Плохій. Козацький міф. Історія та націєтворення в епоху імперій. (пер. Микола Климчук). Київ: Laurus, 2013. 440 с. ISBN 978-966-2449-26-6
  - (пер. українською) Сергій Плохій. Козацький міф. Історія та націєтворення в епоху імперій. (пер. Микола Климчук). Київ: Laurus, 2015. 400 с. ISBN 978-966-2449-83-9
  - (пер. українською) Сергій Плохій. Козацький міф. Історія та націєтворення в епоху імперій. (пер. Микола Климчук). Харків: КСД, 2018. 400 с. ISBN 978-617-12-4751-2
- Plokhy, Serhii. The Last Empire: The Final Days of the Soviet Union.New York: Basic Books, 2014. 520 p. ISBN 978-0-465-05696-5.
  - (пер. українською) Сергій Плохій. Остання імперія. Занепад і крах Радянського Союзу. (пер. Ярослав Лебеденко, Анатолій Саган). Харків: КСД, 2019. 512 с. ISBN 978-617-12-6891-3
- Plokhy, Serhii. The Gates of Europe: A History of Ukraine. New York: Basic Books, 2015. 395 pp. ISBN 978-0-465-05091-8.
  - (пер. українською) Сергій Плохій. Брама Європи. Історія України від скіфських воєн до незалежності. (пер. Роман Клочко). Харків: КСД, 2016. 496 с. ISBN 978-617-12-1056-1.
- Plokhy, Serhii. The Man with the Poison Gun: A Cold War Spy Story. New York: Basic Books, 2016. 384 p. ISBN 978-0465035908
  - (пер. українською) Сергій Плохій. Убивство у Мюнхені. По червоному сліду. (пер. Микола Климчук). Харків: КСД, 2017. 512 c. ISBN 978-617-12-3855-8
- Plokhy, Serhii. Lost Kingdom. A History of Russian Nationalism from Ivan the Great to Vladimir Putin.New York: Basic Books, 2017. 432 p. ISBN 978-0465098491
  - (пер. українською) Сергій Плохій. Загублене царство. Історія «Русского мира» з 1470 року до сьогодні. (пер. Віктор Євменов, Єгор Євменов). Харків: Фоліо, 2019. 320 c. ISBN 978-966-03-8848-2
- Plokhy, Serhii. Chernobyl: The History of a Nuclear Catastrophe.New York: Basic Books, 2018. 432 p. ISBN 978-1541617094
  - (пер. українською) Сергій Плохій. Чорнобиль. Історія ядерної катастрофи. (пер. Владислав Махонін, Євген Тарнавський). Харків: Фоліо, 2019. 400 c. ISBN 978-966-03-8922-9
- Plokhy, Serhii. Forgotten Bastards of the Eastern Front. Oxford: Oxford University Press, 2019. 369 p. ISBN 978-0190061012
  - (пер. українською) Сергій Плохій. Забуті покидьки східного фронту. (пер. Н. Є. Коваль). Харків: КСД, 2020. 320 c. ISBN 978-617-12-7692-5
- Plokhy, Serhii. Nuclear Folly: A History of the Cuban Missile Crisis, New York: W. W. Norton & Company, 2021. ISBN 978-0-393-54081-9
- Plokhy, Serhii, The Frontline: Essays on Ukraine's Past and Present, Cambridge, MA: Ukrainian Research Institute, Harvard University, 2021. ISBN 978-0-674-26882-1
- Plokhy, Serhii. Atoms and Ashes: A Global History of Nuclear Disaster, New York: W. W. Norton & Company, 2022. ISBN 978-1-324-02104-9
  - (пер. українською) Сергій Плохій. Атоми і попіл: глобальна історія ядерних катастроф. (пер. Назар Старовойт). Київ: Наш Формат, 2024. 344 c. ISBN 978-617-8115-64-7
- Plokhy, Serhii. The Russo-Ukrainian War: The Return of History W. W. Norton & Company (May 16, 2023) ISBN 978-1324051190
  - (пер. українською) Сергій Плохій. Російсько-українська війна: Повернення історії. (пер. Ларченко Максим). Харків: КСД, 2023. 400 c. ISBN 978-617-15-0274-1

Відредаговані книги:
- Poltava 1709: The Battle and the Myth. Editor: Plokhy, Serhii. Harvard Ukrainian Research Institute. 2012. 480 p. ISBN 9781932650099 (Harvard Papers in Ukrainian Studies)
- Ukraine and Europe: Cultural Encounters and Negotiations. Editors: Plokhy, Serhii; Brogi Bercoff, Giovanna, Pavlyshyn, Marko. University of Toronto Press. 2017. 480 p. ISBN 978-1487500900
- The Future of the Past: New Perspectives on Ukrainian History. Editor: Plokhy, Serhii. Harvard Ukrainian Research Institute. 2017. 516 p. ISBN 9781932650167 (Harvard Papers in Ukrainian Studies)

Збірки лекцій:
- Plokhy, Serhii. Ukraine's Quest for Europe: Borders, Cultures, Identities. Saskatoon: Heritage Press, 2007. 48 p. ISBN 0-88880-447-4 (A Mohyla Lecture Publication Homeland Series No.4.)

Російською
- Плохий, Сергей. Освещение освободительной войны украинского народа 1648—1654 гг. в работах И. Пастория. Днипропетровськ: ДГУ, 1980. ? с.(прим.: дипломна робота)
- Плохий С. Н. Латиноязычные сочинения середины XVII века как источник по истории освободительной войны украинского народа 1648—1654 гг. Москва: Університет дружби народів ім. Патріса Лумумби, 1982. ? с. (дисертація) 27 с. (автореферат) (прим.: кандидатська дисертація)
- Плохий С. Н. Освободительная война украинского народа 1648—1654 гг. в латиноязычной историографии середины XVII века. Днепропетровск: ДГУ, 1983. 68 с.
- Плохий, Сергей. Борьба украинского народа с католической экспансией (XVI—XVII вв.). Днепропетровск: ДГУ, 1987. 63 с.
- Плохий С. Н. Папство и Украина: политика римской курии на украинских землях в XVI—XVII вв.: монография / С. Н. Плохий, ред. М. М. Малыш. Киев: Выща школа, 1989. — 222 c. ISBN 5-11-002298-4
- Плохий, Сергей. Политика папства на Украине во второй половине XVI — середине XVII века. Киев. 1989. ? с. (дисертація), 36 с. автореферат) (прим.: докторська дисертація)